# ژان آکوستا سوارس
ژان آکوستا سوارس Jean Acosta Soares هافبک اهل برزیل است که در شهر برزیل و در تاریخ ۲۷ ژانویهٔ ۱۹۹۲ به دنیا آمده‌است.
ژان آکوستا سوارس در تیم‌های فوتبال Germinal Beerschot سابقهٔ حضور دارد.